# Thotsaphon Yodchan
Thotsaphon Yodchan (thailändisch ทศพล ยอดจันทร์, * 1. März 1986) ist ein thailändischer Fußballspieler.

## Karriere
Thotsaphon Yodchan spielte bis Ende 2014 beim Erstligisten Air Force Central in Bangkok. Für die Air Force absolvierte er 2014 34 Spiele in der ersten Liga. Am Ende der Saison musste der Verein den Weg in die Zweitklassigkeit antreten. Er verließ den Verein und schloss sich 2015 für zwei Jahre dem Erstligisten Suphanburi FC aus Suphanburi an. 20 Mal spielte er für Suphanburi in der ersten Liga. Nach Vertragsende in Suphanburi wechselte er 2017 zum Khon Kaen FC. Der Verein aus Khon Kaen spielte in der dritten Liga, der Thai League 3, in der Upper Region. Mit Khon Kaen wurde er Meister der Region und stieg somit in die zweite Liga auf. 2019 nahm ihn der Zweitligist Nongbua Pitchaya FC aus Nong Bua Lamphu unter Vertrag. Mit Nongbua spielte er 29 Mal in der zweiten Liga. Der Ligakonkurrent Lampang FC aus Lampang verpflichtete ihn Anfang 2020. Für Lampang stand er dreimal in der zweiten Liga auf dem Spielfeld. Anfang 2021 wechselte er bis Saisonende zum Drittligisten Songkhla FC. Mit dem Verein aus Songkhla wurde er Meister der Southern Region. In den Aufstiegsspielen zur zweiten Liga konnte man sich nicht durchsetzen. Im Juli 2021 wechselte er nach Pattaya. Hier unterschrieb er einen Vertrag beim Drittligisten Pattaya Dolphins United. Der Verein spielt in der Eastern Region der dritten Liga. Am Ende der Saison 2021/22 feierte er mit den Dolphins die Meisterschaft der Region. In den Aufstiegsspielen zur zweiten Liga konnte man sich nicht durchsetzen. Nach der Spielzeit wechselte er im August 2022 zum ebenfalls in der Eastern Region spielenden Bankhai United FC. Für den Klub aus Ban Khai bestritt er zehn Ligaspiele. Nach der Hinserie wechselte er im Dezember 2022 zu seinem ehemaligen Verein Pattaya Dolphins United. Einen Monat später wechselte er auf Leihbasis nach Chonburi zum Ligakonkurrenten Banbueng FC. Für Banbueng bestritt er 18 Ligaspiele. Am Ende der Saison musste er mit Banbueng aus der dritten Liga absteigen. Nach der Ausleihe und Vertragsende in Pattaya wechselte er im August 2023 zum Zweitligisten Kasetsart FC. Für den Hauptstadtverein bestritt er sechs Ligaspiele. Ende Dezember 2023 wurde sein Vertrag nicht verlängert.

## Erfolge
Khon Kaen FC
- Thai League 3 – Upper Region: 2017  ▲

Songkhla FC
- Thai League 3 – South: 2020/21

Pattaya Dolphins United
- Thai League 3 – East: 2021/22